# Ворожбиев, Михаил Прокофьевич
Михаил Прокофьевич Ворожбиев (1908—1993) — военный летчик-штурмовик, участник Великой Отечественной войны. Продолжал воевать после потери одного глаза.

## Биография
Михаил Прокофьевич Ворожбиев родился в 1908 году в станице Мингрельская Кубанской области Российской империи (ныне Абинского района Краснодарского края).
Работал лётчиком-инструктором в Симферопольском аэроклубе. В 1938 году прошёл курс переподготовки в Центральном аэроклубе. Перед войной был начальником лётной части аэроклуба в Николаеве.
В Великой Отечественной войне участвовал с августа 1941 года: служил пилотом У-2 в 45-й смешанной авиационной дивизии. Совершил 90 боевых самолёто-вылетов на самолёте У-2, выполняя ответственные задания командования 45-й смешанной авиационной дивизии. С 25 мая 1942 года гвардии лейтенант Ворожбиев назначен командиром звена в формируемый 7-м гвардейский штурмовой авиационный полк 230-й штурмовой авиационной дивизии Закавказского фронта.
15 августа 1941 года в районе Запорожья Ворожбиеву было приказано доставить срочный пакет батальону аэродромного обслуживания о перебазировании. Несмотря на сложную боевую обстановку Ворожбиев выполнил задание и доставил приказ.
С августа по октябрь 1942 года совершил 10 успешных боевых вылетов на самолёте Ил-2, в которых лично уничтожил 6 танков, 17 автомашин, 2 автобуса, около 200 солдат и офицеров противника.
17 июля 1942 года Ворожбиев получил боевое задание на уничтожение танков и мотопехоты противника в районе Каменска. Несмотря на сильный огонь противника Ворожбиев атаковал противника и в бою уничтожил 5 танков и до 10 автомашин противника, при возвращении на свой аэродром, в районе Донца Ворожбиев обнаружил скопление войск противника. Несмотря на ранение, Ворожбиев смог уничтожить их и вернуться на свой аэродром.
В ноябре 1942 года М. П. Ворожбиевым были совершены 13 успешных боевых вылетов, в ходе которых были уничтожены 6 танков, 9 автомашин, 3 бронемашины, убито и ранено более 50 солдат и офицеров противника. 10 вылетов были совершены в район Гизель под Владикавказом с целью уничтожения войск 13-й немецкой танковой дивизии.
7 ноября 1942 года Ворожбиев получил ответственное задание — в составе группы из 4 самолётов уничтожить противника в районе Ардон. Ещё до подхода к цели  самолёт Ворожбиева был поврежден огнём зенитной артиллерии, однако лётчик продолжил выполнение боевого задания. При подходе к цели он был атакован 2 самолётами Ме-109, один из которых был им сбит в воздушном бою, боевое задание было выполнено. При возвращении самолёт Ворожбиева был сбит авиацией противника, а он сам был тяжело ранен. Несмотря на это, Ворожбиев смог выйти из занятого района и вернуться в расположение своей части.

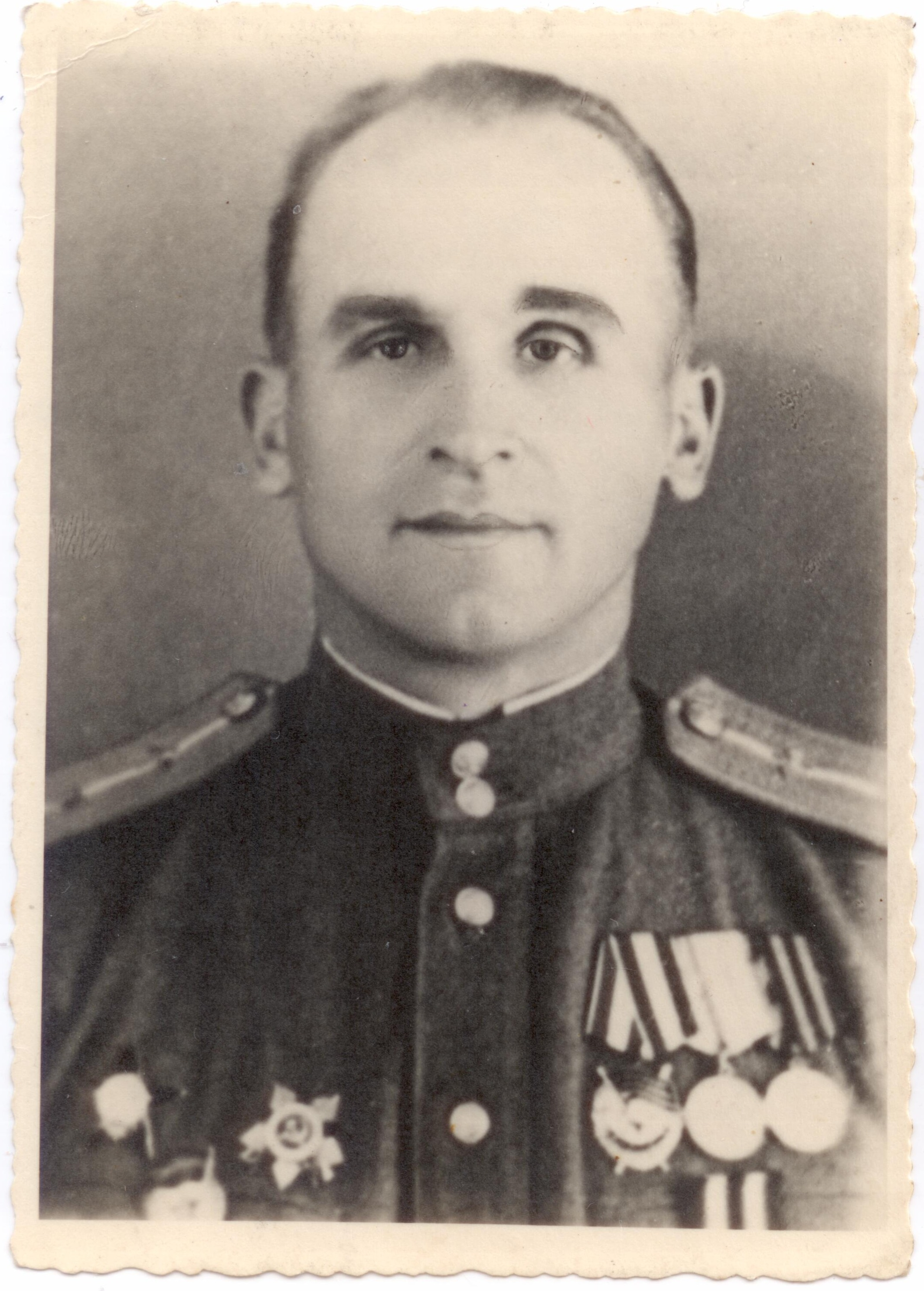

После лечения в госпитале вернулся в свою часть, однако вскоре ранение дало о себе знать — лётчик лишился левого глаза. Несмотря на это остался в своей части, где занимался введением в строй молодых лётчиков. По ранению назначен командиром самолёта Ли-2 в 844-й транспортный авиационный полк. Во время войны совершил 34 оперативно-боевых вылетов по перевозке личного состава и эвакуации раненых. В апреле 1945 года вывез раненых из Торуни в район Белостока несмотря на сложные метеорологические условия, за что был награждён орденом Отечественной войны I степени. Участвовал в отражении атаки немцев на военный аэродром.
После войны продолжал служить в транспортной авиации на Ли-2. С 1948 года работал в Краснодарском аэроклубе, после — в отдельной эскадрилье ВВС МВО.
Жил в Москве. Умер в 1993 году. Похоронен на Митинском кладбище.

## Награды
- орден Красного Знамени (14.11.1942)[4]
- 2 ордена Отечественной войны 1-й степени (08.06.1945)[5]
- орден Красной Звезды (14.02.1942)[6]
- медаль «За оборону Кавказа» (22.09.1944)[7]